# پیلوتای باسکی
پیلوتای باسکی (به باسکی: eusko pilota) نام یک رشته ورزشی است که به وسیله یک توپ و یک راکت یا یک بت چوبی یا یک سبد در دست در برابر یک دیوار (پیلوتاپلازا) انجام می‌شود. در این ورزش دو تیم که به وسیله یک خط یا یک تور در میان زمین بازی از هم جدا می‌شوند، با یکدیگر به رقابت می‌پردازند.
ریشه‌های این ورزش ممکن است به یونان باستان یا دیگر فرهنگ‌ها برسد اما در اروپا آن را نشأت‌گرفته از نوعی تنیس فرانسوی به نام جو دپام می‌دانند.
امروزه رقابت‌های پیلوتا در بسیاری از کشورها برگزار می‌شود. در اروپا این ورزش در کشور اسپانیا و فرانسه به ویژه در سرزمین باسک و نواحی اطراف آن متمرکز می‌باشد.
این رشته در کشورهای آمریکای لاتین چون آرژانتین، شیلی، مکزیک و دیگر کشورها نیز بازی می‌شود. گونهٔ ویژه ای از این ورزش به نام جای آلای در ایالات متحده آمریکا پرطرفدار است. گونه‌ای دیگر نیز به نام پیلوتای والنسیایی وجود دارد که در والنسیایی اسپانیا، شمال ایتالیا، بلژیک، مکزیک و آرژانتین بازی می‌شود.
فدراسیون جهانی پیلوتای باسکی از زمان شروع به کار خود فعالیت‌های زیادی را برای همگون ساختن انواع متفاوت این رشته ورزشی انجام داده و موفق به محدود کردن انواع متفاوت آن در چهار روش بازی و چهارده رشته با وزن ثابت توپ شده و اندازه ثابت زمین شده‌است. چهار روش شامل دیوار ۳۰متری، دیوار ۳۶متری، دیوار ۵۶متری و ترینکوت می‌شود که بر اساس استفاده از توپ چرمی یا توپ لاستیکی و کاربردن از دست خالی، پالِتا، راکت (فرون‌تنیس) یا زِیر به چهارده رشته تقسیم می‌شود. تنها دو رشته از این ورزش (فرون‌تنیس و توپ لاستیکی در ترینکوت) توسط مردان و زنان بازی می‌شود و دوازده رشته دیگر تنها توسط مردان بازی می‌شود.
این مسئله باعث می‌شود تا بتوان رقابت‌های این رشته را به صورت بین‌المللی و در سطح جهانی با قوانین یکسان انجام داد.